# Провінція Каваті
Провінція Каваті (яп. 河内国 — каваті но куні, «країна Каваті»; 河州 — касю, «провінція Каваті») — історична провінція Японії у регіоні Кінкі на острові Хонсю. Відповідає східній частині префектури Осака.

## Короткі відомості
Провінція Каваті була утворена у 7 столітті. Її адміністративний центр знаходився у сучасному місті Фудзіїдера. Вона займала важливе положення на шляху від столиці до західних регіонів Японії.
Здавна землі Каваті належали Мононобе, японському військовому роду, який загинув у 7 столітті у релігійній війні проти буддистів родини Соґа, захищаючи синтоїзм.
У період Хей'ан (794—1185) провінція почергово належала родам Мінамото і Тайра.
У часи реставрації Кемму (1333—1338), Каваті стала місцем основних боїв між прибічниками імператора та Асікаґи Такаудзі. Перемога останнього призвела до появи сьоґунату Муроматі, один з головних радників якого, рід Хатакеяма, отримав провінцію Каваті за бойові заслуги.
У 16 столітті володарями цих земель були роди Мійосі, Ода і Тойотомі.
У період Едо (1603—1867) провінція Каваті була безпосередньо підпорядкована сьоґунату.
У результаті адміністративних реформ 1871—1876 років провінція Каваті увійшла до складу префектури Осака.

## Повіти
- Вакае 若江郡
- Ісікава 石川郡
- Каваті 河内郡
- Катано 交野郡
- Манда 茨田郡
- Сарара 讃良郡
- Сібукава 渋川郡
- Сікі 志紀郡
- Таґата 大県郡
- Такаясу 高安郡
- Танпі 丹比郡
- Фуруіті 古市郡
- Ясуядо 安宿郡